# Ханс-Улрих Трайхел
Ханс-Улрих Трайхел (на немски: Hans-Ulrich Treichel) е германски писател и германист. Автор е на романи, разкази, есета и стихотворения.

## Биография и творчество
Ханс-Улрих Трайхел е роден на 12 август 1952 г. във Ферсмолд, малък град в провинция Северен Рейн-Вестфалия. Живее там до 1968 г. Полага матура в Ханау и следва германистика, философия и политология в Свободния университет на Берлин.
Завършва през 1983 г. с теза върху Волфганг Кьопен, а през 1993 г. се хабилитира. От 1995 до март 2018 г. преподава в Немския литературен институт в Лайпциг.
Трайхел си създава известност собено с романа „Изгубеният“ (Der Verlorene) (1998), в който между бягството на родителите си от окупираните „Източни области“ и загубата на първородния им син в края на Втората световна война намира връзка със собственото си детство и младост.
Ханс-Улрих Трайхел получава за творчеството си множество значими литературни награди. Член е на немския ПЕН клуб.
Живее в Берлин и Лайпциг.

### Поезия
- Ein Restposten Zukunft, Gedichte, 1979
- Tarantella, Gedichte, 1982
- Aus der Zeit des Schweigens. 9 Lieder für Arthur Rimbaud, Ein Oratorium, 1984
- Liebe Not, Gedichte, 1986
- Seit Tagen kein Wunder, Gedichte, 1990
- Der einzige Gast, Gedichte, 1994
- Gespräch unter Bäumen, Gesammelte Gedichte, 2002
- Südraum Leipzig, Gedichte, 2007

### Проза
- Von Leib und Seele, Berichte, 1992
- Heimatkunde oder Alles ist heiter und edel, Besichtigungen, 1996
- Der Verlorene, Roman, 1998

Изгубеният, изд.: Атлантис, София (2001), прев. Любомир Илиев
- Tristanakkord, Roman, 2000
- Der irdische Amor, Roman, 2002

Земният Амур, изд.: Атлантис, София (2004), прев. Любомир Илиев
- Menschenflug, Roman, 2005
- Der Papst, den ich gekannt habe, Erzählung, 2007
- Anatolin, Roman, 2008
- Grunewaldsee, Roman, 2010
- Mein Sardinien. Eine Liebesgeschichte, 2012
- Frühe Störung, Roman, 2014
- Tagesanbruch, Erzählung, 2016[1]

### Есеистика
- Fragment ohne Ende, Eine Studie über Wolfgang Koeppen, 1984
- Auslöschungsverfahren, Exemplarische Untersuchungen zur Literatur und Poetik der Moderne, 1995
- Über die Schrift hinaus, Essays zur Literatur, 2000
- Der Entwurf des Autors, Frankfurter Poetik-Vorlesungen, 2000
- Der Felsen, an dem ich hänge, Essays und andere Texte, 2005

## Награди и отличия
- 1985: „Награда Леонс и Лена“
- 1993: „Бременска литературна награда“ (поощрение)
- 2003: „Награда Анете фон Дросте-Хюлзхоф“
- 2003: Margarete-Schrader-Preis
- 2005: „Награда Херман Хесе“
- 2006: „Награда Айхендорф“
- 2006: „Награда на немската критика“
- 2007: Preis der Frankfurter Anthologie